# Karin Truppe
Karin Truppe (23 maggio 1978) è un'ex sciatrice alpina austriaca.

## Biografia
Originaria di Arnoldstein e attiva in gare FIS dal dicembre del 1994, la Truppe esordì in Coppa Europa il 5 gennaio 1995 a Tignes in discesa libera (38ª) e in Coppa del Mondo il 3 gennaio 1999 a Maribor in slalom speciale, senza completare la prova; l'8 febbraio dello stesso anno conquistò ad Abetone nella medesima specialità il primo podio in Coppa Europa (3ª). Sempre in slalom speciale ottenne i migliori piazzamenti in Coppa del Mondo, il 22 dicembre 2002 a Lenzerheide e il 15 marzo 2003 a Lillehammer (9ª), e tutti i suoi otto podi in Coppa Europa (l'ultimo l'11 marzo 2003 a Piancavallo, 3ª). Prese per l'ultima volta il via in Coppa del Mondo il 5 febbraio 2006 a Ofterschwang, senza completare la prova, e si ritirò durante la stagione 2006-2007; la sua ultima gara fu uno slalom speciale FIS disputato il 5 gennaio a Kirchberg in Tirol e non completato dalla Truppe. In carriera non prese parte a rassegne olimpiche o iridate.

## Palmarès

### Coppa del Mondo
- Miglior piazzamento in classifica generale: 61ª nel 2003

### Coppa Europa
- Miglior piazzamento in classifica generale: 16ª nel 2003
- 8 podi:
  - 4 secondi posti
  - 4 terzi posti

### Campionati austriaci
- 2 medaglie:
  - 1 argento (slalom speciale nel 1999)
  - 1 bronzo (combinata nel 1999)